# Cúp bóng đá Nam Mỹ 2024
Cúp bóng đá Nam Mỹ 2024 (Copa América 2024) là giải đấu thứ 48 của Cúp bóng đá Nam Mỹ, giải vô địch bóng đá nam quốc tế bốn năm một lần do cơ quan quản lý bóng đá Nam Mỹ CONMEBOL tổ chức. Giải đấu gồm tất cả 10 đội tuyển đến từ Nam Mỹ cùng 6 đội khách mời đến từ khu vực CONCACAF. Giải đấu diễn ra từ ngày 20 tháng 6 đến ngày 14 tháng 7 năm 2024 tại Hoa Kỳ.
Argentina là nhà đương kim vô địch của giải đấu sau khi đánh bại Brasil 1–0 trong trận chung kết của giải đấu năm 2021, và họ tiếp tục bảo vệ thành công chiếc cúp vô địch của mình khi đánh bại được Colombia trong trận chung kết với tỷ số tương tự ở hiệp phụ, qua đó trở thành đội bóng giàu thành tích nhất với 16 lần đăng quang.

## Quốc gia chủ nhà
Copa América 2024 dự kiến sẽ được tổ chức bởi Ecuador do thứ tự luân phiên đăng cai của CONMEBOL. Tuy nhiên, chủ tịch CONMEBOL Alejandro Dominguez cho biết Ecuador đã được đề cử, nhưng chưa được chọn để tổ chức cúp. Vào tháng 11 năm 2022, quốc gia này từ chối đăng cai giải đấu. Peru và Hoa Kỳ đều bày tỏ sự quan tâm đến việc tổ chức giải đấu.
Ngày 27 tháng 1 năm 2023, CONMEBOL quyết định lựa chọn Hoa Kỳ làm chủ nhà. Thể thức sẽ giống với Copa America Centenario 2016 cũng từng được tổ chức tại nơi này, các đội Bắc Trung Mỹ (CONCACAF) sẽ đóng vai trò là khách mời.

## Các đội tuyển tham dự

### Thể thức thi đấu
Tất cả 10 đội tuyển quốc gia CONMEBOL đều tham dự giải đấu.
- Argentina
- Bolivia
- Brasil
- Chile
- Colombia
- Ecuador
- Paraguay
- Perú
- Uruguay
- Venezuela

6 đội tuyển đến từ khu vực CONCACAF sẽ được lựa chọn dựa theo kết quả của CONCACAF Nations League 2023-24. Khác với Copa America Centenario 2016, mặc dù là nước chủ nhà, nhưng Hoa Kỳ vẫn không được đặc cách tham dự giải đấu, tuy nhiên họ vẫn giành quyền tham dự giải đấu sau khi đánh bại Trinidad và Tobago với tổng tỉ số 4–2 ở trận tứ kết CONCACAF Nations League 2023-24.

### Phân nhóm hạt giống
| Các đội tuyển    | Thứ hạng |
| ---------------- | -------- |
| Argentina        | 1        |
| Brasil           | 5        |
| México           | 14       |
| Hoa Kỳ (chủ nhà) | 12       |

| Các đội tuyển | Thứ hạng |
| ------------- | -------- |
| Uruguay       | 11       |
| Colombia      | 15       |
| Ecuador       | 32       |
| Perú          | 35       |

| Các đội tuyển | Thứ hạng |
| ------------- | -------- |
| Chile         | 40       |
| Panama        | 41       |
| Venezuela     | 49       |
| Paraguay      | 53       |

| Các đội tuyển | Thứ hạng |
| ------------- | -------- |
| Jamaica       | 55       |
| Bolivia       | 85       |
| Canada        | 50       |
| Costa Rica    | 54       |

## Địa điểm thi đấu
Trận khai mạc được tổ chức ở sân vận động Mercedes-Benz ở Atlanta, Georgia, trong khi trận chung kết sẽ diễn ra ở sân vận động Hard Rock tại thành phố Miami Gardens, Florida, cả 2 địa điểm trên đều được thông báo vào ngày 20 tháng 11 năm 2023. Các địa điểm khác cũng được lựa chọn và được công bố vào ngày 4 tháng 12 năm 2023, hai tuần sau khi công bố địa điểm tổ chức trận khai mạc và trận chung kết.
| Arlington, Texas                     | Atlanta, Georgia            | Austin, Texas           |
| ------------------------------------ | --------------------------- | ----------------------- |
| Sân vận động AT&T                    | Sân vận động Mercedes-Benz  | Sân vận động Q2         |
| Sức chứa: 80,000                     | Sức chứa: 71,000            | Sức chứa: 20,738        |
|                                      |                             |                         |
| Charlotte, Bắc Carolina              | Đông Rutherford, New Jersey | Houston, Texas          |
| Sân vận động Bank of America         | Sân vận động MetLife        | Sân vận động NRG        |
| Sức chứa: 74,867                     | Sức chứa: 82,566            | Sức chưa: 72,220        |
|                                      |                             |                         |
| Inglewood, California                | Santa Clara, California     | Glendale, Arizona       |
| Sân vận động SoFi                    | Sân vận động Levi's         | Sân vận động State Farm |
| Sức chứa: 70,240                     | Sức chứa: 68,500            | Sức chứa: 63,400        |
|                                      |                             |                         |
| Las Vegas, Nevada (Paradise, Nevada) | Kansas City, Missouri       | Kansas City, Kansas     |
| Sân vận động Allegiant               | Sân vận động Arrowhead      | Children's Mercy Park   |
| Sức chứa: 61,000                     | Sức chứa: 76,416            | Sức chứa: 18,467        |
|                                      |                             |                         |
| Miami Gardens, Florida               | Orlando, Florida            | Orlando, Florida        |
| Sân vận động Hard Rock               | Sân vận động Exploria       | Sân vận động Exploria   |
| Sức chứa: 64,767                     | Sức chứa: 25,500            | Sức chứa: 25,500        |
|                                      |                             |                         |

|  | Biểu đồ hiện đang tạm thời không khả dụng do vấn đề kĩ thuật. |

| - 1 Arlington - 2 Atlanta - 3 Austin - 4 Charlotte - 5 East Rutherford - 6 Glendale - 7 Houston - 8 Inglewood - 9 Kansas City, KS - 10 Kansas City, MO - 11 Las Vegas - 12 Miami Gardens - 13 Orlando - 14 Santa Clara |

|  | Biểu đồ hiện đang tạm thời không khả dụng do vấn đề kĩ thuật. |

| - 1 Arlington - 2 Atlanta - 3 Austin - 4 Charlotte - 5 East Rutherford - 6 Glendale - 7 Houston - 8 Inglewood - 9 Kansas City, KS - 10 Kansas City, MO - 11 Las Vegas - 12 Miami Gardens - 13 Orlando - 14 Santa Clara |

## Vòng bảng

### Bảng A
| VT | Đội       | ST | T | H | B | BT | BB | HS | Đ | Giành quyền tham dự                 |
| -- | --------- | -- | - | - | - | -- | -- | -- | - | ----------------------------------- |
| 1  | Argentina | 3  | 3 | 0 | 0 | 5  | 0  | +5 | 9 | Đi tiếp vào vòng đấu loại trực tiếp |
| 2  | Canada    | 3  | 1 | 1 | 1 | 1  | 2  | −1 | 4 | Đi tiếp vào vòng đấu loại trực tiếp |
| 3  | Chile     | 3  | 0 | 2 | 1 | 0  | 1  | −1 | 2 |                                     |
| 4  | Perú      | 3  | 0 | 1 | 2 | 0  | 3  | −3 | 1 |                                     |

| Argentina                        | 2–0      | Canada |
| -------------------------------- | -------- | ------ |
| - Álvarez 49' - La. Martínez 88' | Chi tiết |        |

| Perú | 0–0      | Chile |
| ---- | -------- | ----- |
|      | Chi tiết |       |

| Perú | 0–1      | Canada      |
| ---- | -------- | ----------- |
|      | Chi tiết | - David 74' |

| Chile | 0–1      | Argentina        |
| ----- | -------- | ---------------- |
|       | Chi tiết | La. Martínez 88' |

| Argentina             | 2–0      | Perú |
| --------------------- | -------- | ---- |
| La. Martínez 47', 86' | Chi tiết |      |

| Canada | 0–0      | Chile |
| ------ | -------- | ----- |
|        | Chi tiết |       |

### Bảng B
| VT | Đội       | ST | T | H | B | BT | BB | HS | Đ | Giành quyền tham dự                 |
| -- | --------- | -- | - | - | - | -- | -- | -- | - | ----------------------------------- |
| 1  | Venezuela | 3  | 3 | 0 | 0 | 6  | 1  | +5 | 9 | Đi tiếp vào vòng đấu loại trực tiếp |
| 2  | Ecuador   | 3  | 1 | 1 | 1 | 4  | 3  | +1 | 4 | Đi tiếp vào vòng đấu loại trực tiếp |
| 3  | México    | 3  | 1 | 1 | 1 | 1  | 1  | 0  | 4 |                                     |
| 4  | Jamaica   | 3  | 0 | 0 | 3 | 1  | 7  | −6 | 0 |                                     |

| Ecuador         | 1–2      | Venezuela               |
| --------------- | -------- | ----------------------- |
| - Sarmiento 40' | Chi tiết | - Cádiz 64' - Bello 74' |

| México        | 1–0      | Jamaica |
| ------------- | -------- | ------- |
| - Arteaga 69' | Chi tiết |         |

| Ecuador                                                | 3–1      | Jamaica       |
| ------------------------------------------------------ | -------- | ------------- |
| - Palmer 13' (l.n.) - Páez 45+4' (ph.đ.) - Minda 90+1' | Chi tiết | - Antonio 54' |

| Venezuela            | 1–0      | México |
| -------------------- | -------- | ------ |
| - Rondon 57' (ph.đ.) | Chi tiết |        |

| México | 0–0      | Ecuador |
| ------ | -------- | ------- |
|        | Chi tiết |         |

| Jamaica | 0–3      | Venezuela                              |
| ------- | -------- | -------------------------------------- |
|         | Chi tiết | - Bello 49' - Rondón 56' - Ramírez 85' |

### Bảng C
| VT | Đội        | ST | T | H | B | BT | BB | HS | Đ | Giành quyền tham dự                 |
| -- | ---------- | -- | - | - | - | -- | -- | -- | - | ----------------------------------- |
| 1  | Uruguay    | 3  | 3 | 0 | 0 | 9  | 1  | +8 | 9 | Đi tiếp vào vòng đấu loại trực tiếp |
| 2  | Panama     | 3  | 2 | 0 | 1 | 6  | 5  | +1 | 6 | Đi tiếp vào vòng đấu loại trực tiếp |
| 3  | Hoa Kỳ (H) | 3  | 1 | 0 | 2 | 3  | 3  | 0  | 3 |                                     |
| 4  | Bolivia    | 3  | 0 | 0 | 3 | 1  | 10 | −9 | 0 |                                     |

| Hoa Kỳ                     | 2–0      | Bolivia |
| -------------------------- | -------- | ------- |
| - Pulisic 3' - Balogun 44' | Chi tiết |         |

| Uruguay                                  | 3–1      | Panama          |
| ---------------------------------------- | -------- | --------------- |
| - M. Araújo 16' - Núñez 85' - Viña 90+1' | Chi tiết | - Murillo 90+5' |

| Panama                       | 2–1      | Hoa Kỳ        |
| ---------------------------- | -------- | ------------- |
| - Blackman 26' - Fajardo 83' | Chi tiết | - Balogun 22' |

| Uruguay                                                                | 5–0      | Bolivia |
| ---------------------------------------------------------------------- | -------- | ------- |
| - Pellistri 8' - Nunez 21' - Araújo 77' - Valverde 81' - Bentancur 89' | Chi tiết |         |

| Hoa Kỳ | 0–1      | Uruguay          |
| ------ | -------- | ---------------- |
|        | Chi tiết | - M. Olivera 66' |

| Bolivia       | 1–3      | Panama                                     |
| ------------- | -------- | ------------------------------------------ |
| - Miranda 69' | Chi tiết | - Fajardo 22' - Guerrero 79' - Yanis 90+1' |

### Bảng D
| VT | Đội        | ST | T | H | B | BT | BB | HS | Đ | Giành quyền tham dự                 |
| -- | ---------- | -- | - | - | - | -- | -- | -- | - | ----------------------------------- |
| 1  | Colombia   | 3  | 2 | 1 | 0 | 6  | 2  | +4 | 7 | Đi tiếp vào vòng đấu loại trực tiếp |
| 2  | Brasil     | 3  | 1 | 2 | 0 | 5  | 2  | +3 | 5 | Đi tiếp vào vòng đấu loại trực tiếp |
| 3  | Costa Rica | 3  | 1 | 1 | 1 | 2  | 4  | −2 | 4 |                                     |
| 4  | Paraguay   | 3  | 0 | 0 | 3 | 3  | 8  | −5 | 0 |                                     |

| Colombia                | 2–1      | Paraguay     |
| ----------------------- | -------- | ------------ |
| - Muñoz 32' - Lerma 42' | Chi tiết | - Enciso 69' |

| Brasil | 0–0      | Costa Rica |
| ------ | -------- | ---------- |
|        | Chi tiết |            |

| Colombia                                       | 3–0      | Costa Rica |
| ---------------------------------------------- | -------- | ---------- |
| - Díaz 31' (ph.đ.) - Sánchez 59' - Córdoba 62' | Chi tiết |            |

| Paraguay       | 1–4      | Brasil                                                  |
| -------------- | -------- | ------------------------------------------------------- |
| - Alderete 48' | Chi tiết | - Vinícius 35', 45+5' - Sávio 43' - Paquetá 65' (ph.đ.) |

| Brasil         | 1–1      | Colombia      |
| -------------- | -------- | ------------- |
| - Raphinha 12' | Chi tiết | - Muñoz 45+2' |

| Costa Rica              | 2–1      | Paraguay   |
| ----------------------- | -------- | ---------- |
| - Calvo 3' - Alcócer 7' | Chi tiết | - Sosa 55' |

## Vòng đấu loại trực tiếp

### Sơ đồ
|  | Tứ kết                    | Tứ kết                     |                                 |       | Bán kết       | Bán kết       |  |  | Chung kết | Chung kết |
|  |                           |                            |                                 |       |               |               |  |  |           |           |
|  | 4 tháng 7 - Houston, TX   |                            |                                 |       |               |               |  |  |           |           |
|  |                           |                            |                                 |       |               |               |  |  |           |           |
|  | Argentina (p)             | 1 (4)                      |                                 |       |               |               |  |  |           |           |
|  | Argentina (p)             | 1 (4)                      | 9 tháng 7 - Đông Rutherford, NJ |       |               |               |  |  |           |           |
|  | Ecuador                   | 1 (2)                      |                                 |       |               |               |  |  |           |           |
|  | Ecuador                   | 1 (2)                      | Argentina                       | 2     |               |               |  |  |           |           |
|  | 5 tháng 7 - Arlington, TX |                            | Argentina                       | 2     |               |               |  |  |           |           |
|  |                           | Canada                     | 0                               |       |               |               |  |  |           |           |
|  | Venezuela                 | Canada                     | 0                               | 1 (3) |               |               |  |  |           |           |
|  | Venezuela                 |                            | 14 tháng 7 - Miami Gardens, FL  | 1 (3) |               |               |  |  |           |           |
|  | Canada (p)                | 1 (4)                      |                                 |       |               |               |  |  |           |           |
|  | Canada (p)                | 1 (4)                      | Argentina (s.h.p.)              | 1     |               |               |  |  |           |           |
|  | 6 tháng 7 - Las Vegas, NV |                            | Argentina (s.h.p.)              | 1     |               |               |  |  |           |           |
|  |                           | Colombia                   | 0                               |       |               |               |  |  |           |           |
|  | Uruguay (p)               | Colombia                   | 0                               | 0 (4) |               |               |  |  |           |           |
|  | Uruguay (p)               | 10 tháng 7 - Charlotte, NC |                                 | 0 (4) |               |               |  |  |           |           |
|  | Brasil                    | 0 (2)                      |                                 |       |               |               |  |  |           |           |
|  | Brasil                    | 0 (2)                      | Uruguay                         | 0     |               |               |  |  |           |           |
|  | 6 tháng 7 - Glendale, AZ  |                            | Uruguay                         | 0     |               |               |  |  |           |           |
|  |                           | Colombia                   | 1                               |       | Tranh hạng ba | Tranh hạng ba |  |  |           |           |
|  | Colombia                  | Colombia                   | 1                               | 5     | Tranh hạng ba | Tranh hạng ba |  |  |           |           |
|  | Colombia                  |                            | 13 tháng 7 - Charlotte, NC      | 5     |               |               |  |  |           |           |
|  | Panama                    | 0                          |                                 |       |               |               |  |  |           |           |
|  | Panama                    | 0                          | Canada                          | 2 (3) |               |               |  |  |           |           |
|  |                           |                            |                                 |       |               |               |  |  |           |           |
|  | Uruguay (p)               | 2 (4)                      |                                 |       |               |               |  |  |           |           |
|  | Uruguay (p)               | 2 (4)                      |                                 |       |               |               |  |  |           |           |

### Tứ kết
| Argentina                                             | 1−1      | Ecuador                              |
| ----------------------------------------------------- | -------- | ------------------------------------ |
| - Li. Martinez 35'                                    | Chi tiết | - K. Rodríguez 90+1'                 |
| Loạt sút luân lưu                                     |          |                                      |
| - Messi - Alvarez - Mac Allister - Montiel - Otamendi | 4−2      | - Mena - Minda - Yeboah - J. Caicedo |

| Venezuela                                              | 1−1      | Canada                                                 |
| ------------------------------------------------------ | -------- | ------------------------------------------------------ |
| - Rondon 64'                                           | Chi tiết | - Shaffelburg 13'                                      |
| Loạt sút luân lưu                                      |          |                                                        |
| - Rondon - Herrera - Rincon - Savarino - Cádiz - Ángel | 3−4      | - David - Millar - Bombito - Eustáquio - Davies - Kone |

| Uruguay                                                   | 0–0      | Brasil                                  |
| --------------------------------------------------------- | -------- | --------------------------------------- |
|                                                           | Chi tiết |                                         |
| Loạt sút luân lưu                                         |          |                                         |
| - Valverde - Bentancur - de Arrascaeta - Giménez - Ugarte | 4–2      | - Militao - Pereira - Luiz - Martinelli |

| Colombia                                                                         | 5–0      | Panama |
| -------------------------------------------------------------------------------- | -------- | ------ |
| - Córdoba 8' - Rodríguez 15' (ph.đ.) - Díaz 41' - Ríos 70' - Borja 90+4' (ph.đ.) | Chi tiết |        |

### Bán kết
| Argentina                 | 2–0      | Canada |
| ------------------------- | -------- | ------ |
| - Álvarez 22' - Messi 51' | Chi tiết |        |

| Uruguay | 0–1      | Colombia    |
| ------- | -------- | ----------- |
|         | Chi tiết | - Lerma 39' |

### Tranh hạng ba
| Canada                                        | 2–2      | Uruguay                                         |
| --------------------------------------------- | -------- | ----------------------------------------------- |
| - Koné 22' - David 80'                        | Chi tiết | - Bentancur 8' - Suárez 90+2'                   |
| Loạt sút luân lưu                             |          |                                                 |
| - David - Bombito - Koné - Choinière - Davies | 3–4      | - Valverde - Bentancur - de Arrascaeta - Suárez |

### Chung kết
| Argentina           | 1–0 (s.h.p.) | Colombia |
| ------------------- | ------------ | -------- |
| - La. Martinez 112' | Chi tiết     |          |

## Thống kê

### Cầu thủ ghi bàn
Đã có 70 bàn thắng ghi được trong 32 trận đấu, trung bình 2.19 bàn thắng mỗi trận đấu.
5 bàn thắng
- Lautaro Martínez

3 bàn thắng
- Salomón Rondón

2 bàn thắng
- Julián Álvarez
- Vinícius Júnior
- Jonathan David
- Daniel Muñoz
- Jefferson Lerma
- Jhon Córdoba
- Luis Díaz
- José Fajardo
- Folarin Balogun
- Darwin Núñez
- Maximiliano Araújo
- Rodrigo Bentancur
- Eduard Bello

1 bàn thắng
- Lionel Messi
- Lisandro Martínez
- Bruno Miranda
- Lucas Paquetá
- Raphinha
- Sávio
- Ismaël Koné
- Jacob Shaffelburg
- Davinson Sánchez
- James Rodríguez
- Miguel Borja
- Richard Ríos
- Francisco Calvo
- Josimar Alcócer
- Alan Minda
- Jeremy Sarmiento
- Kendry Páez
- Kevin Rodríguez
- Michail Antonio
- Gerardo Arteaga
- César Blackman
- César Yanis
- Eduardo Guerrero
- Michael Amir Murillo
- Julio Enciso
- Omar Alderete
- Ramón Sosa
- Christian Pulisic
- Facundo Pellistri
- Federico Valverde
- Luis Suárez
- Matías Viña
- Mathías Olivera
- Jhonder Cádiz
- Eric Ramírez

1 bàn phản lưới nhà
- Kasey Palmer (trong trận gặp Ecuador)

### Kỷ luật
| Cầu thủ                | Vi phạm | Đình chỉ                                                |
| ---------------------- | --- | ------------------------------------------------------- |
| Enner Valencia         | Bảng B gặp Venezuela (lượt trận 1; 22 tháng 6 năm 2024)                                                        | Bảng B gặp Jamaica (lượt trận 2; 26 tháng 6 năm 2024)   |
| Miguel Araujo          | Bảng A gặp Canada (lượt trận 2; 25 tháng 6 năm 2024)                                                           | Bảng A gặp Argentina (lượt trận 3; 29 tháng 6 năm 2024) |
| Timothy Weah           | Bảng C gặp Panama (lượt trận 2; 27 tháng 6 năm 2024)                                                           | Bảng C gặp Uruguay (lượt trận 3; 1 tháng 7 năm 2024)    |
| Adalberto Carrasquilla | Bảng C gặp Hoa Kỳ (lượt trận 2; 27 tháng 6 năm 2024)                                                           | Bảng C gặp Bolivia (lượt trận 3; 1 tháng 7 năm 2024)    |
| Manfred Ugalde         | Bảng D gặp Brasil (lượt trận 1; 24 tháng 6 năm 2024) · Bảng D gặp Colombia (lượt trận 2; 28 tháng 6 năm 2024)  | Bảng D gặp Paraguay (lượt trận 3; 2 tháng 7 năm 2024)   |
| Andrés Cubas           | Bảng D gặp Brasil (lượt trận 2; 28 tháng 6 năm 2024)                                                           | Bảng D gặp Costa Rica (lượt trận 3; 2 tháng 7 năm 2024) |
| Gabriel Suazo          | Bảng A gặp Canada (lượt trận 3; 29 tháng 6 năm 2024)                                                           | Đình chỉ sau giải đấu                                   |
| Darwin Machís          | Bảng B gặp Ecuador (lượt trận 1; 22 tháng 6 năm 2024) · Bảng B gặp Jamaica (lượt trận 3; 30 tháng 6 năm 2024)  | Tứ kết gặp Canada (5 tháng 7 năm 2024)                  |
| Vinícius Júnior        | Bảng D gặp Paraguay (lượt trận 3; 28 tháng 6 năm 2024) · Bảng D gặp Colombia (lượt trận 2; 2 tháng 7 năm 2024) | Tứ kết gặp Uruguay (6 tháng 7 năm 2024)                 |
| Jefferson Lerma        | Bảng D gặp Paraguay (lượt trận 1; 24 tháng 6 năm 2024) · Bảng D gặp Brasil (lượt trận 3; 2 tháng 7 năm 2024)   | Tứ kết gặp Panama (6 tháng 7 năm 2024)                  |
| Nahitan Nandez         | Tứ kết gặp Brasil (6 tháng 7 năm 2024)                                                                         | Bán kết gặp Colombia (10 tháng 7 năm 2024)              |
| Nicolás de la Cruz     | Tứ kết gặp Brasil (6 tháng 7 năm 2024) · Bán kết gặp Colombia (10 tháng 7 năm 2024)                            | Tranh hạng ba gặp Canada (13 tháng 7 năm 2024)          |
| Daniel Munoz           | Bán kết gặp Uruguay (10 tháng 7 năm 2024)                                                                      | Chung kết gặp Argentina (14 tháng 7 năm 2024)           |
| Guillermo Varela       | Bán kết gặp Colombia (10 tháng 7 năm 2024)                                                                     | Tranh hạng ba gặp Canada (13 tháng 7 năm 2024)          |

1. ↑  Timothy Weah bị đình chỉ thi đấu hai trận, trận thứ hai bị đình chỉ sau giải đấu.

### Bảng xếp hạng giải đấu
| Hạng                | Đội        | Trận | Thắng | Hòa | Thua | BT | BB | HS | Điểm |
| ------------------- | ---------- | ---- | ----- | --- | ---- | -- | -- | -- | ---- |
| 1                   | Argentina  | 6    | 5     | 1   | 0    | 9  | 1  | +8 | 16   |
| 2                   | Colombia   | 6    | 4     | 1   | 1    | 12 | 3  | +9 | 13   |
| 3                   | Uruguay    | 6    | 3     | 2   | 1    | 11 | 4  | +7 | 11   |
| 4                   | Canada     | 6    | 1     | 3   | 2    | 4  | 7  | −3 | 6    |
| Bị loại ở tứ kết    |            |      |       |     |      |    |    |    |      |
| 5                   | Venezuela  | 4    | 3     | 1   | 0    | 7  | 2  | +5 | 10   |
| 6                   | Brasil     | 4    | 1     | 3   | 0    | 5  | 2  | +3 | 6    |
| 7                   | Panama     | 4    | 2     | 0   | 2    | 6  | 10 | −4 | 6    |
| 8                   | Ecuador    | 4    | 1     | 2   | 1    | 5  | 4  | +1 | 5    |
| Bị loại ở vòng bảng |            |      |       |     |      |    |    |    |      |
| 9                   | México     | 3    | 1     | 1   | 1    | 1  | 1  | 0  | 4    |
| 10                  | Costa Rica | 3    | 1     | 1   | 1    | 2  | 4  | −2 | 4    |
| 11                  | Hoa Kỳ     | 3    | 1     | 0   | 2    | 3  | 3  | 0  | 3    |
| 12                  | Chile      | 3    | 0     | 2   | 1    | 0  | 1  | −1 | 2    |
| 13                  | Perú       | 3    | 0     | 1   | 2    | 0  | 3  | −3 | 1    |
| 14                  | Paraguay   | 3    | 0     | 0   | 3    | 3  | 8  | −5 | 0    |
| 15                  | Jamaica    | 3    | 0     | 0   | 3    | 1  | 7  | −6 | 0    |
| 16                  | Bolivia    | 3    | 0     | 0   | 3    | 1  | 10 | −9 | 0    |

## Bản quyền phát sóng
| Lãnh thổ           | Đơn vị phát sóng                                    | Nguồn         |
| ------------------ | --------------------------------------------------- | ------------- |
| Argentina          | Telefe, TyC Sports, DSports, Televisión Pública     | [ 12 ]        |
| Úc                 | Optus Sport                                         | [ 13 ]        |
| Áo                 | Sportdigital                                        | [ 14 ]        |
| Các nước Balkan    | Arena Sport                                         | [ 15 ]        |
| Bangladesh         | T Sports                                            | [ 16 ]        |
| Bolivia            | Unitel Bolivia                                      | [ 17 ]        |
| Brasil             | Grupo Globo                                         | [ 18 ]        |
| Brunei             | Astro                                               | [ 19 ]        |
| Bulgaria           | Max Sport                                           | [ 20 ]        |
| Canada             | TSN (in English), RDS (in French)                   | [ 21 ]        |
| Chile              | Canal 13, Chilevisión                               | [ 22 ]        |
| Trung Quốc         | CCTV                                                | [ 23 ]        |
| Colombia           | Caracol, RCN, DSports                               | [ 24 ]        |
| Costa Rica         | Teletica                                            | [ 25 ]        |
| Đan Mạch           | Viaplay                                             | [ 26 ]        |
| Estonia            | Viaplay                                             | [ 27 ]        |
| Fiji               | FBC                                                 | [ 28 ]        |
| Phần Lan           | Viaplay                                             | [ 27 ]        |
| Pháp               | L'Équipe                                            | [ 29 ]        |
| Đức                | Sportdigital                                        | [ 30 ]        |
| Hy Lạp             | ANT1                                                | [ 31 ]        |
| Honduras           | Canal 11                                            | [ 32 ]        |
| Hồng Kông          | i-CABLE HOY                                         | [ 33 ]        |
| Hungary            | Arena4                                              | [ 34 ]        |
| Iceland            | Viaplay                                             | [ 27 ]        |
| Tiểu lục địa Ấn Độ | Fancode                                             | [ 35 ]        |
| Indonesia          | Emtek                                               | [ 36 ]        |
| Ireland            | Premier Sports                                      | [ 37 ]        |
| Ý                  | Sportitalia, Mola                                   | [ 38 ] [ 39 ] |
| Nhật Bản           | Prime Video                                         | [ 40 ]        |
| Latvia             | Viaplay                                             | [ 27 ]        |
| Litvia             | Viaplay                                             | [ 27 ]        |
| Malaysia           | Astro                                               | [ 41 ]        |
| México             | TelevisaUnivision, TV Azteca                        | [ 42 ] [ 43 ] |
| Hà Lan             | Viaplay                                             | [ 44 ]        |
| New Zealand        | TVNZ                                                | [ 45 ]        |
| Na Uy              | Viaplay                                             | [ 27 ]        |
| Panama             | RPC Televisión, TVMax                               | [ 46 ] [ 47 ] |
| Paraguay           | Unicanal, Telefuturo, SNT                           | [ 48 ]        |
| Peru               | América TV, DSports                                 | [ 49 ]        |
| Ba Lan             | Viaplay                                             | [ 50 ]        |
| Bồ Đào Nha         | Sport TV                                            | [ 51 ]        |
| România            | Digi Sport                                          | [ 52 ]        |
| Slovakia           | RTVS                                                | [ 53 ]        |
| Hàn Quốc           | TVING                                               | [ 54 ]        |
| Tây Ban Nha        | Movistar Plus+, CCMA                                | [ 55 ] [ 56 ] |
| Châu Phi hạ Sahara | StarTimes Sports (tiếng Anh) và Canal+ (tiếng Pháp) | [ 57 ]        |
| Thụy Điển          | Viaplay                                             | [ 27 ]        |
| Thụy Sĩ            | Sportdigital                                        | [ 58 ]        |
| Vương quốc Anh     | Premier Sports                                      | [ 59 ]        |
| Hoa Kỳ             | Fox Sports (tiếng Anh) TUDN (tiếng Tây Ban Nha)     | [ 60 ] [ 61 ] |
| Venezuela          | Televen                                             | [ 62 ]        |
| Việt Nam           | K+, VTC, Next Media                                 | [ 63 ]        |